# Bjorn De Wilde
Bjorn De Wilde (Gent, 1 mei 1979) is een voormalig Belgische voetballer.
De Wilde had de reputatie van supersub bij KVC Westerlo. Ook zijn 'hinkje' bij het opkomen van het veld werd zijn kenmerk.
Tot 1 juli 2007 speelde hij bij Germinal Beerschot. Nadien zat hij een half jaar zonder ploeg en testte hij tevergeefs bij verschillende binnen- en buitenlandse clubs.
De spits speelde voorheen bij FC Tenstar Melle, RC Gent-Zeehaven, Cercle Brugge, AA Gent, Eendracht Aalst, Sint-Niklaas, FC Strombeek, K Lierse SK, KV Oostende, SC Lokeren, KVC Westerlo, Germinal Beerschot en R. Francs Borains.
Op 29 april 2008 tekende De Wilde een contract voor twee seizoenen bij KSV Roeselare. In januari 2010 ontbond Roeselare zijn contract en tekende hij tot juni 2010 voor Waasland-Beveren.
De Wilde woonde samen met ex-Miss Belgian Beauty Eveline Hoste. Het koppel trouwde op 28 juni 2008 en scheidde in juni 2020 en heeft twee kinderen, een dochter (Hélène-Victoire) en een zoon (Nio-Lloyd).
De Wilde deed in 2008 mee aan het programma Sterren op de Dansvloer op VTM. Op 16 mei moest hij als zesde de wedstrijd verlaten.
In 2009 werd De Wilde de allereerste profvoetballer ooit die op vaderschapsverlof ging.
Na te zijn ontslagen bij Waasland-Beveren werd De Wilde Krav Maga-instructeur.
In 2012 richtte De Wilde een eigen zelfverdedigingscentrum op genaamd 'Stay Safe'.
In 2017 tekende De Wilde een contract voor één seizoen bij Jong Zulte dat speelt in Tweede provinciale B.
In 2019 verhuisde hij naar derdeprovincialer FC Destelbergen, waar zijn ex-ploegmaat Chris Janssens trainer was. Samen werden ze in het seizoen 2019/20 kampioen. Na het seizoen 2020/21, dat quasi volledig stillag vanwege de coronapandemie, verhuisde hij naar tweedeprovincialer KV Kester-Gooik.

## Statistieken
| Seizoen    | Club               | Land   | Competitie           | Wed. | Doelp. |
| ---------- | ------------------ | ------ | -------------------- | ---- | ------ |
| 2000/01    | Eendracht Aalst    | België | Jupiler League       | 19   | 4      |
| 2001/02    | Eendracht Aalst    | België | Jupiler League       | 19   | 4      |
| 2002/03    | Lierse SK          | België | Jupiler League       | 7    | 5      |
| 2003/04    | Lierse SK          | België | Jupiler League       | 21   | 5      |
| 2004/05    | Lierse SK          | België | Jupiler League       | 8    | 4      |
| 2004/05    | KV Oostende        | België | Jupiler League       | 12   | 2      |
| 2005/06    | SC Lokeren         | België | Jupiler League       | 1    | 0      |
| 2005/06    | KVC Westerlo       | België | Jupiler League       | 17   | 4      |
| 2006/07    | Germinal Beerschot | België | Jupiler League       | 17   | 4      |
| 2007/08    | R. Francs Borains  | België | Derde klasse A       |      | 3      |
| 2008/09    | KSV Roeselare      | België | Jupiler League       | 8    | 0      |
| 2009/10    | RS Waasland        | België | Exqi League          | 10   | 5      |
| 2010/11    | Waasland-Beveren   | België | Exqi League          | 14   | 7      |
| 2017/18    | Jong Zulte         | België | Tweede Provinciale B | ?    | ?      |
| Totaal     |                    |        |                      | 154  | 49     |
| Bijgewerkt | 29-05-2011         |        |                      |      |        |